# Finntroll
Finntroll er et folk metal-band fra Finland. De kombinerer black metal med traditionel finsk polka (der på finsk kaldes humppa). Selvom alle bandmedlemmerne er finske, så er Finntrolls tekster på svensk, da det ifølge tidligere forsanger Katla lyder mere troldeagtigt. 

## Historie
Finntroll blev stiftet i 1997 af Teemu Raimoranta (guitaristen fra Impaled Nazarene) og J. Jämsen. Deres første demo, Rivfader, blev optaget omkring et år senere i 1998. Efter demoudgivelsen sluttede bandets øvrige medlemmer, Samu Ruotsalainen, Samuli Ponsimaa, Henri Sorvali og Sami Uusitalo med i bandet. Pladeselskabet Spinefarm blev da interesserede i bandet, og albummet Midnattens Widunder (1999) blev resultatet.
Det næste skridt for bandet var albummet Jaktens Tid, der blev udgivet i 2001. Albummet opnåede en 20.-plads på de finske lister, hvilket langt overgik både bandets og pladeselskabets forventninger. Denne popularitet gjorde selskabet Century Media interesseret, og de begyndte at promovere Finntroll udenfor de finske grænser. Bandet spillede den følgende sommer på festivaler både i og udenfor Finland.
Året efter udgivelsen af Jaktens Tid var et år, hvor Finntroll var plaget af uheld. Forsangeren Jämsen fik konstateret ondsindet strubekræft, og måtte på den baggrund trække sig tilbage fra rollen som forsanger, efter udgivelsen af Visor om Slutet. Bandet måtte i den sammenhæng aflyse en lang række koncerter. Visor om Slutet blev indspillet i januar 2003, og den kommende forsanger Tapio Wilska og Jämsen delte sangen mellem sig.
Lige før udgivelsen af Visor om Slutet døde Raimoranta ved at falde af en bro i Helsinki, ifølge den officielle rapport på grund af for meget alkohol, ifølge to venner som et selvmord. Finntroll gik ikke i opløsning, men besluttede at fortsætte, og guitaristen Mikael Karlbom blev hyret som erstatning for Raimoranta.
I 2004 udgav bandet ep'en Trollhammaren og et album ved navn Nattfödd.
I januar 2006 blev Tapio Wilska afskediget som forsanger i bandet. På bandets hjemmeside kunne man læse, at Wilska gerne vil holde grunden til sin afskedigelse privat.

## Medlemmer
- Mathias Lillmåns – forsanger (fra 2006)
- Samuli 'Skrymer' Ponsimaa – guitar (fra 2003)
- Sami 'Tundra' Uusitalo – bas (fra 1998)
- Samu 'Beast Dominator' Ruotsalainen – trommer (fra 1998)
- Henri 'Trollhorn' Sorvali – keyboard (fra 1998)

### Tidligere medlemmer
- Tapio Wilska – forsanger 2002-2006
- Jan 'Katla' Jämsen – forsanger fra 1997-2001
- Teemu 'Somnium' Raimoranta – guitar fra 1997-2003

## Diskografi
- Rivfader (demo, 1998)
- Midnattens Widunder (1999)
- Jaktens Tid (2001)
- Visor om Slutet (2003)
- Trollhammaren (single, 2004)
- Nattfödd (2004)
- Ur Jordens Djup (2007)
- Nifelvind (2010)
- Blodsvept (2013)
- Vredesvävd (2020)